# Joe Rothwell
Joseph Matthew Rothwell (Mánchester, Inglaterra, 11 de enero de 1995) es un futbolista británico que juega como centrocampista para el Rangers F. C. de la Scottish Premiership.

## Trayectoria

### Clubes
Después de haberse unido a la academia del Manchester United a la edad de seis años, Rothwell firmó un contrato profesional con el club en el verano de 2013. El 26 de julio de 2011, marcó dos goles en la victoria por 7-0 sobre el County Tyrone en la Milk Cup.
El 27 de enero de 2015, Rothwell se unió al Blackpool, cuando estaban en el último lugar de la Football League Championship, en calidad de préstamo por el resto de la temporada.  Cuatro días después fue incluido en una escuadra profesional por primera vez, se quedaría en el banquillo en la victoria del Blackpool 1-0 sobre el Brighton & Hove Albion en Bloomfield Road. Una semana más tarde hizo su debut en el Blackpool perdiendo 0-4 fuera de casa contra el Norwich City, en sustitución de Marcar Waddington en el medio tiempo. Su primer partido como profesional llegó el 24 de febrero de jugando todo el partido en una derrota por el mínimo marcador contra el Brentford, el último de 3 partidos con el club.
El 18 de julio de 2015 se anunció que Rothwell sería enviado a préstamo a la League One más exactamente al Barnsley hasta enero de 2016.

## Selección nacional
Rothwell ha representado a Inglaterra en los niveles sub-16, sub-17, sub-19, y sub-20.

## Estadísticas
| Club                              | Div.          | Temporada     | Liga  | Liga  | Copas nacionales | Copas nacionales | Copas internacionales | Copas internacionales | Total | Total |
| Club                              | Div.          | Temporada     | Part. | Goles | Part.            | Goles            | Part.                 | Goles                 | Part. | Goles |
| --------------------------------- | ------------- | ------------- | ----- | ----- | ---------------- | ---------------- | --------------------- | --------------------- | ----- | ----- |
| Blackpool F. C. Inglaterra        | 2.ª           | 2014-15       | 3     | 0     | ―                | ―                | ―                     | ―                     | 3     | 0     |
| Blackpool F. C. Inglaterra        | Total club    | Total club    | 3     | 0     | 0                | 0                | 0                     | 0                     | 3     | 0     |
| Barnsley F. C. Inglaterra         | 3.ª           | 2015-16       | 4     | 0     | 3                | 0                | ―                     | ―                     | 7     | 0     |
| Barnsley F. C. Inglaterra         | Total club    | Total club    | 4     | 0     | 3                | 0                | 0                     | 0                     | 7     | 0     |
| Oxford United F. C. Inglaterra    | 3.ª           | 2016-17       | 33    | 1     | 12               | 1                | ―                     | ―                     | 45    | 2     |
| Oxford United F. C. Inglaterra    | 3.ª           | 2017-18       | 36    | 5     | 5                | 1                | ―                     | ―                     | 41    | 6     |
| Oxford United F. C. Inglaterra    | Total club    | Total club    | 69    | 6     | 17               | 2                | 0                     | 0                     | 86    | 8     |
| Blackburn Rovers F. C. Inglaterra | 2.ª           | 2018-19       | 33    | 2     | 4                | 0                | ―                     | ―                     | 37    | 2     |
| Blackburn Rovers F. C. Inglaterra | 2.ª           | 2019-20       | 36    | 2     | 3                | 1                | ―                     | ―                     | 39    | 3     |
| Blackburn Rovers F. C. Inglaterra | 2.ª           | 2020-21       | 39    | 3     | 3                | 0                | ―                     | ―                     | 42    | 3     |
| Blackburn Rovers F. C. Inglaterra | 2.ª           | 2021-22       | 41    | 3     | 2                | 0                | ―                     | ―                     | 43    | 3     |
| Blackburn Rovers F. C. Inglaterra | Total club    | Total club    | 149   | 10    | 12               | 1                | 0                     | 0                     | 161   | 11    |
| AFC Bournemouth Inglaterra        | 1.ª           | 2022-23       | 20    | 0     | 2                | 0                | ―                     | ―                     | 22    | 0     |
| AFC Bournemouth Inglaterra        | 1.ª           | 2023-24       | 11    | 0     | 2                | 1                | ―                     | ―                     | 13    | 1     |
| AFC Bournemouth Inglaterra        | Total club    | Total club    | 31    | 0     | 4                | 1                | 0                     | 0                     | 35    | 1     |
| Southampton F. C. Inglaterra      | 2.ª           | 2023-24       | 17    | 4     | 3                | 0                | ―                     | ―                     | 20    | 4     |
| Southampton F. C. Inglaterra      | Total club    | Total club    | 17    | 4     | 3                | 0                | 0                     | 0                     | 20    | 4     |
| Leeds United F. C. Inglaterra     | 2.ª           | 2024-25       | 36    | 0     | 3                | 0                | ―                     | ―                     | 39    | 0     |
| Leeds United F. C. Inglaterra     | Total club    | Total club    | 36    | 0     | 3                | 0                | 0                     | 0                     | 39    | 0     |
| Rangers F. C. Escocia             | 2.ª           | 2025-26       | 2     | 0     | 0                | 0                | 4                     | 0                     | 6     | 0     |
| Rangers F. C. Escocia             | Total club    | Total club    | 2     | 0     | 0                | 0                | 4                     | 0                     | 6     | 0     |
| Total carrera                     | Total carrera | Total carrera | 311   | 20    | 42               | 4                | 4                     | 0                     | 357   | 24    |
| 1. 2. Fuente: Soccerbase          |               |               |       |       |                  |                  |                       |                       |       |       |

## Palmarés

### Títulos nacionales
| Título           | Club               | País       | Año  |
| ---------------- | ------------------ | ---------- | ---- |
| EFL Championship | Leeds United F. C. | Inglaterra | 2025 |